# Hypobrycon
Hypobrycon es un  género de peces de la familia Characidae en el orden de los Characiformes.

## Especies
Hay tres especies en este género:
- Hypobrycon leptorhynchus J. F. P. da Silva & L. R. Malabarba, 1996
- Hypobrycon maromba M. C. S. L. Malabarba & L. R. Malabarba, 1994
- Hypobrycon poi Almirón, Casciotta, Azpelicueta & Cione, 2001